# Inspektor Rex
Inspektor Rex (njemački: Kommissar Rex), austrijska kriminalistička serija o austrijskoj policiji tj. odjelu za ubojstva (Mordkommission) u Beču. Prikazivana je od 1994. do 2004. godine, a nove sezone su se počele snimati 2008., te su nakon još 8 sezona, završile sa snimanjem 2015. Glavni lik je njemački ovčar Rex. Njegovi su se partneri mijenjali kroz godine emitiranja serije. U 10. sezoni radnja serije se događala u Rimu i na talijanskom jeziku. 

## Sažetak
U austrijskoj inačici prvotnu ekipu činili su Richard Moser, Ernst Stockinger i Peter Höllerer. Ponavljajući likovi bili su forenzičar dr. Leo Graf i umirovljeni istražitelj Max Koch. Nakon četvrte sezone Mosera je zamijenio Alex Brandtner, Stockingera Christian Böck, a Höllerera Fritz Kunz. Posljednja sezona imala je kao detektive Marca Hofmanna i Nikki Herzog uz Kunza. Zanimljivo je napomenuti da je dr. Graf jedini lik koji je ostao tijekom svih sezona te da je Nikki prva i jedina žena koja će ikad biti u istražiteljskoj ekipi.
U 11. sezoni Rex odlazi u Rim, gdje njegov vlasnik postaje Lorenzo Fabbri koji radi s Giandomenicom Morinijem. Kasnije ih zamjenjuju Davide Rivera i Alberto Monterosso, a u posljednje tri sezone ekipu će činiti Marco Terzani, Carlo Papini i Annamaria Fiori.

## Unutarnje poveznice
- Popis likova u Inspektoru Rexu